# Mirza Babayev
Pour les articles homonymes, voir Babayev.
Mirza Babayev (Mirzəağa (Mirzə) Əbdülcabbar oğlu Babayev), né le 16 juillet 1913, à Maştağa dans le district de Bakou et mort le 14 janvier 2003 à Bakou, est un artiste émérite d'Azerbaïdjan (1956), Artiste du peuple de la République d'Azerbaïdjan (1992), lauréat de l'ordre de la Gloire (2002).

## Biographie

### Famille
Le père de Mirza Babayev, Abdul Jabbar, est un partisan de la modernité et visite Paris de temps en temps. L'intérêt de Mirza Babayev pour la musique est probablement passé de sa mère, Sona Khanlarova, qui joue de l'accordéon pour ses amies lorsqu'elle les invitent à la maison.

### Études
Avant d'apparaître sur la scène, Mirza Babayev se produit à l'Institut industriel, où il étudie à l'Académie de pétrole. Il se produit au restaurant Metropol. Après avoir obtenu son diplôme de l'Institut industriel, Mirza Babayev entre à l'École d'art Azimzade. Ensuite il étudie l'architecture.
Avant de devenir musicien, il travaille comme architecte et dessinateur. Pendant la Seconde Guerre mondiale, il reçoit le grade de lieutenant et revient avec 4-5 médailles. Il participe à la conception des salles du musée Nizami. Il est le concepteur de nombreux bâtiments et musées.

### Carrière de musicien
En 1948, il entre au Conservatoire d'État d'Azerbaïdjan, dans la classe du chanteur Bulbul. Bulbul voulait la former en tant que chanteuse d'opéra. Cependant, selon l'artiste populaire de la République d'Azerbaïdjan Tofig Kuliyev, la voix de Mirza est plus appropriée pour interpréter des chansons pop. Il s'est également produit dans l'orchestre de jazz créé par Tofik Kouliyev. 
Mirza Babayev a joué dans plus de 40 films. Il a participé à des films produits non seulement en Azerbaïdjan, mais également dans les studios de cinéma d'Odessa, Tachkent et Achgabat. On lui confie les parties musicales de Mashadi Ibad dans le tournage du film O olmasin-bu olsun. Tofig Guliyev et Emin Sabitoglou, Ogtay Rajabov et Vasif Adigozalov ont écrit des chansons spécialement pour Mirza Babayev. Pendant de nombreuses années, il travaille à l'Orchestre philharmonique d'État d'Azerbaïdjan.

En 1956, il reçoit le titre honorifique d'Artiste honoré de la RSS d'Azerbaïdjan, et le 4 mars 1992 d'Artiste du peuple de la République d'Azerbaïdjan. Il est honoré deux fois par le prix Humay.

## Titre et récompense s
- Plaque commémorative de Mirza Babayev sur l'immeuble rue Samad Vurgun
- Artiste émérite de la RSS d'Azerbaïdjan (1956)
- Artiste du peuple d'Azerbaïdjan (1992)
- Ordre de Shohrat (2002)
- Humay Premium (2 fois)